# آلاله لوب‌کوتاه
آلاله لوب‌کوتاه (نام علمی: Ranunculus brachylobus) نام یک گونه از سرده آلاله است. سردهٔ آلاله در ایران ۵۵ گونهٔ علفی یک ساله و چند ساله دارد. آلاله لوب‌کوتاه یکی از ۵۵ گونهٔ موجود در ایران است.